# Cochemiea schumannii
Cochemiea schumannii es una especie de planta suculenta perteneciente al género Cochemiea, dentro de la familia Cactaceae. Es endémica del noroeste de México (Baja California Sur) y anteriormente se le conocía como Mammillaria schumannii.

## Descripción

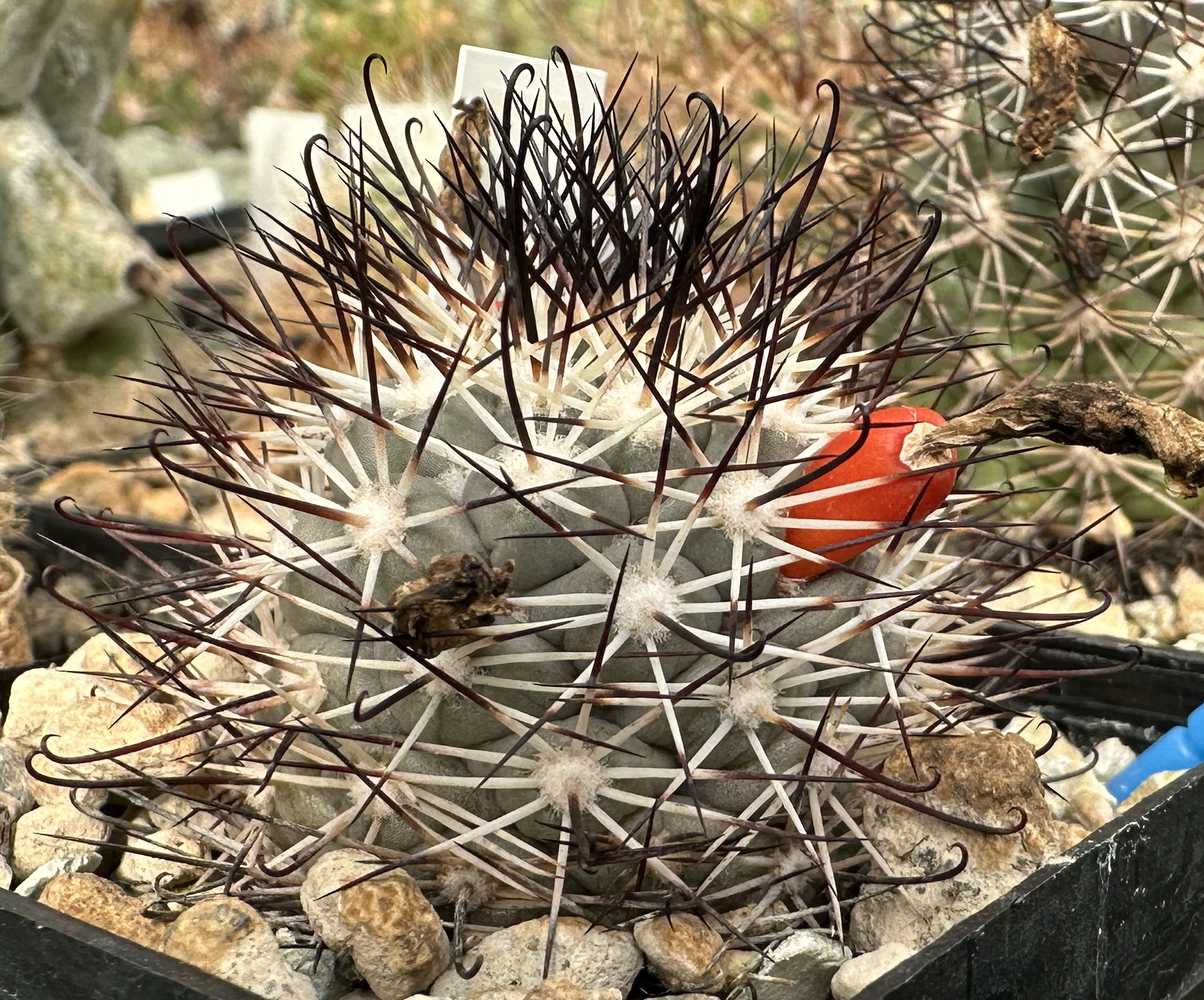
Detalle del fruto y las espinas

Cochemiea schumannii es una especie de cactus pequeño que generalmente crece formando cojines de hasta 40 tallos. Son esféricos y suelen ser de color verde grisáceo, aunque a veces pueden presentar un tono púrpura. Alcanzan alturas de 5 a 6 cm y diámetros de 2 a 4 cm.  
Los tallos están cubiertos de tubérculos prominentes, redondeados y de base cuadrada, se disponen en espiral y no producen savia lechosa (látex). Sus axilas (espacio que hay entre los tubérculos) inicialmente son ligeramente lanudas, sin cerdas y con el tiempo se vuelven calvas. 
Las areolas presentan espinas blanquecinas con la punta marrón más oscura. Entre ellas se distinguen de 1 a 3 espinas centrales de 1 a 1,5 cm de largo, donde una de ellas tienen forma de gancho. También hay de 9 a 15 espinas radiales en forma de aguja, delgadas y de 0,6 a 1,2 cm de largo. 

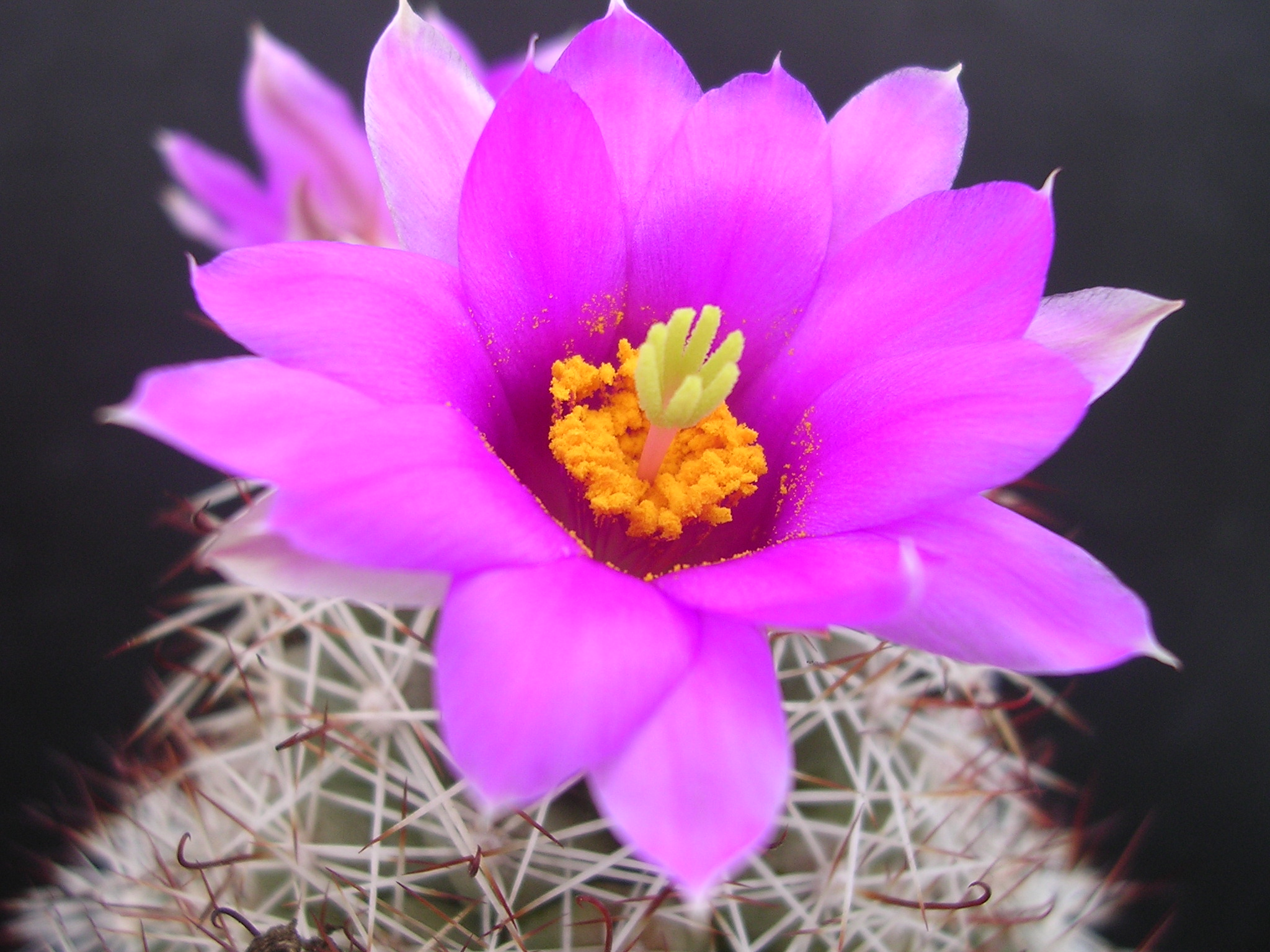
Detalle de la flor

Las flores son de color rosa y tienen forma de embudo. Su tubo floral es muy corto y tienen un diámetro de 2,5 a 4 cm. Los sépalos son lanceolados y puntiagudos, y los pétalos tienen una punta cónica con el margen extendido. El estilo es delgado y el estigma es de color verde a marrón rosado.
Los frutos son casi secos y de color escarlata. Miden entre 1,5 y 2 cm de largo y contienen semillas negras en su interior.

## Distribución y hábitat

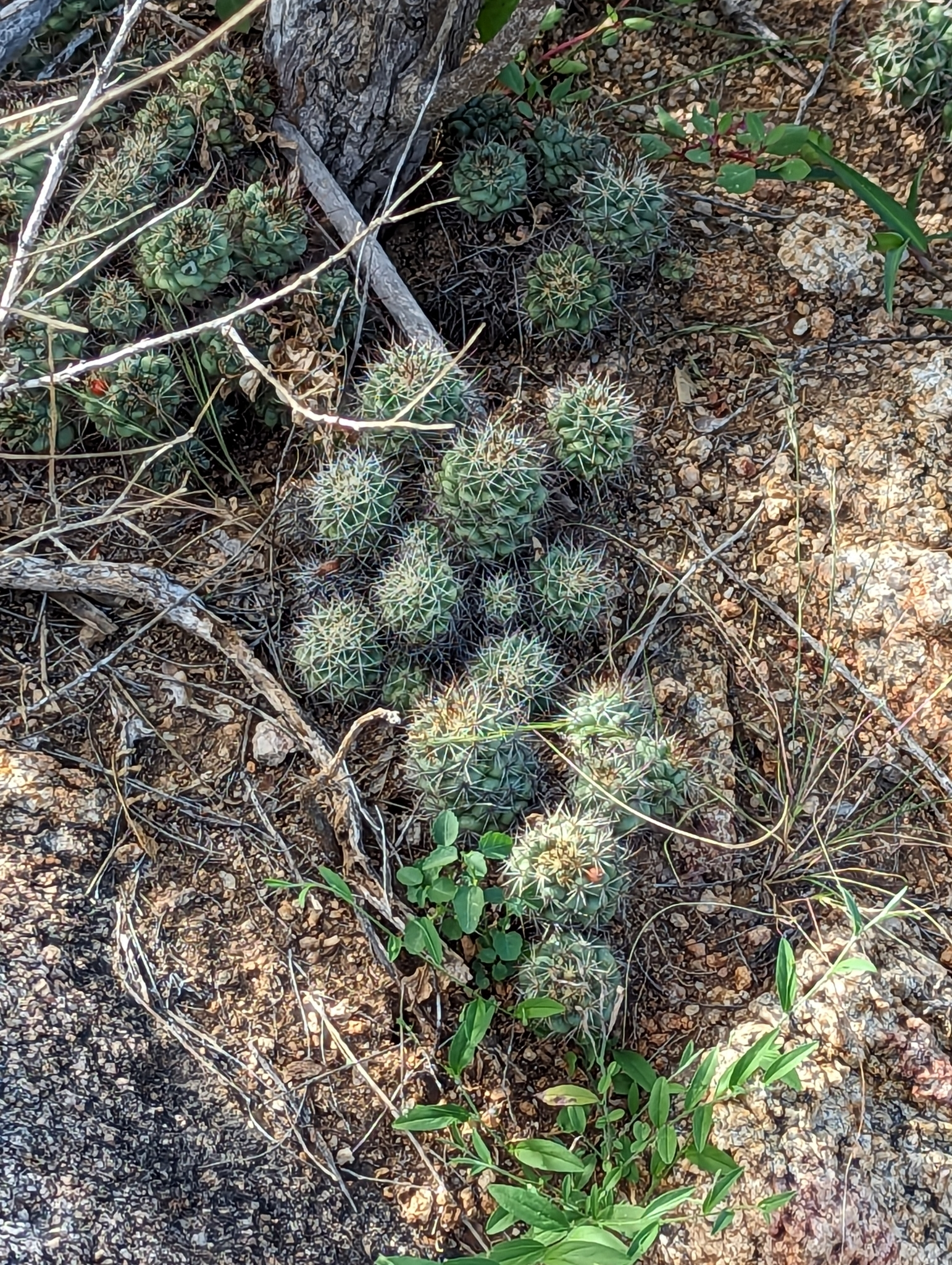
En su hábitat

El área de distribución nativa de esta especie es el noroeste de México (concretamente en el estado de Baja California Sur) y crece principalmente en biomas desérticos o de matorrales secos.

## Taxonomía
La primera descripción de esta especie fue como Mammillaria schumannii, publicada en 1892 por el botánico alemán Heinrich Hildmann en la revista científica Monatsschrift für Kakteenkunde 2: 101.
Posteriormente, los botánicos Peter B. Breslin y Lucas C. Majure colocaron la especie en el género Cochemiea, pasando a llamarse Cochemiea schumannii y anotando estos cambios en la revista científica Taxon 70: 320 en el año 2021.
Etimología
- Cochemiea: nombre genérico que hace referencia a la tribu indígena Cochimí, que en el pasado ocupó un gran territorio de Baja California y cuya área es parte del área de distribución natural de este género.
- schumannii: epíteto específico otorgado en honor al botánico alemán y especialista en cactus Karl Moritz Schumann.[5]

## Estado de conservación
En la Lista Roja de Especies Amenazadas de la UICN, la especie está clasificada como de “En Peligro (EN)”.

## Usos
Se cultiva principalmente como planta ornamental y su propagación se realiza a través de esquejes o semillas.

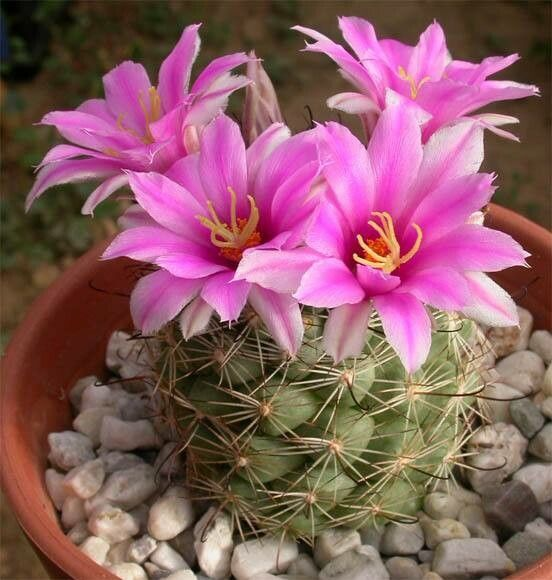
Cultivo en maceta